# NGC 3973
NGC 3973 est une galaxie spirale située dans la constellation du Lion. NGC 3973 a été découverte par l'astronome irlandais R. J. Mitchell  en 1855.

## Caractéristiques
Sa vitesse par rapport au fond diffus cosmologique est de 6 510 ± 24 km/s, ce qui correspond à une distance de Hubble de 96,02 ± 6,73 Mpc (∼313 millions d'al).